# Hannah Wilke
Hannah Wilke (* 1. März 1940 in New York, NY; † 28. Januar 1993 in Texas) war eine US-amerikanische Künstlerin und Feministin.

## Biographie
Hannah Wilke wurde geboren als Arlene Hannah Butter. Von 1956 bis 1961 war sie auf der Tyler School of Art, Temple University Philadelphia. 1960 schloss sie eine Ehe mit dem Designer Barry Wilke und begann ab 1969 eine Liebes- und Arbeitsgemeinschaft mit Claes Oldenburg.
Von 1972 bis 1991 hatte sie einen Lehrauftrag an der School of Visual Arts in New York für Bildhauerei und gründete das Department für keramische Gestaltung. 1992 erfolgte ihre zweite Hochzeit mit Donald Goddard. Sie starb 1993 in Texas an Lymphdrüsenkrebs, die Diagnose erfolgte 1987.

## Künstlerisches Werk
Seit den 1960er Jahren fertigte Wilke unter anderem plastische Umsetzungen des weiblichen Geschlechts in Materialien wie Kaugummi, Radiergummi, Lehm, Latex, Terrakotta. Sie versuchte damit ein Gegenstück zur männlichen Phallussymbolik zu etablieren. Ab den 1970er Jahren nutzte sie überwiegend ihren eigenen Körper als Subjekt und Objekt in Fotoarbeiten, Videos, und Performances. Nicht zuletzt deshalb war sie mit dem Vorwurf aus den Reihen der Feministinnen konfrontiert, sie mache Narzissmus und Exhibitionismus zu ihrem eigentlichen Thema. Später setzte sie sich verstärkt mit dem Körper und seinen Veränderungen auseinander. Schlussendlich führte sie dies konsequent durch den Verlauf ihrer Krebserkrankung hinweg bis zu ihrem frühen Tod fort. Hannah Wilke hat sich mit Fotografie, Video, Malerei, Installation und Skulptur beschäftigt, insgesamt also sehr vielseitig gearbeitet. Politik und Literatur zählten dabei, wie die Thematik ihrer eigenen Lebensgeschichte und Entwicklung, zu ihrem Arbeitsfeld. Darüber hinaus bediente sie sich eines umfangreichen Materialspektrums mit Schokolade, Latex oder auch Haaren. In einer ihrer Arbeiten, der Serie S.O.S. Starifikation 1974, zeigt Hannah Wilke eine Serie von insgesamt 10 Selbstporträts in unterschiedlichen Klischeeposen (Cowgirl, Model, mit Lockenwicklern usw.). Ihr Körper ist dabei mit aus Kaugummi geformten kleinen Objekten beklebt, welche in ihrer vaginalen Form eindeutig sind. Einzelne Motive der Serie verwendete sie später für andere Arbeiten. Eine davon, das Plakat – Marxism and Art: Beware of Fascist Feminism von 1977 – zeigt Wilkes Auseinandersetzung mit den Vorwürfen dogmatischer Feministinnen, beziehungsweise antwortet sie in direkter und provokativer Weise darauf.

## Ausstellungen (Auswahl)
- 2018–2019 Feminist Avant-garde / Art of the 1970s SAMMLUNG VERBUND Collection, Vienna, The Brno House of Arts, Brünn, Tschechien.[2]
- 2017–2018 Feministische Avantgarde der 1970er-Jahre aus der Sammlung Verbund, Wien.[3] ZKM, Karlsruhe, DE.[4]

## Öffentliche Sammlungen
- Buffalo AKG Art Museum, Buffalo, NY
- Allen Memorial Art Museum, Oberlin, OH
- Cincinnati Art Museum, Cincinnati, OH
- The Jewish Museum, New York, NY
- Helsinki City Art Museum, Helsinki
- List Museum of Art, Brown University, Providence, RI
- Metropolitan Museum of Modern Art, New York, NY
- Puschkin-Museum, Moskau
- Radford University Galleries, Radford, VA
- Rose Art Museum, Brandeis University, Waltham, MA
- Tokyo Metropolitan Museum of Photography, Tokyo
- The Edwin A. Ulrich Museum of Art, Wichita State University, Wichita
- The Wadsworth Altheneum, Hartford, CT[5]

## Auszeichnungen
- 1976 National Endowment for Arts, Skulpture
- 1980 National Endowment for Arts, Performance
- 1982 John Simon Guggenheim Memorial Foundation Fellowship
- 1987 und 1996 – postum – für ihre Ausstellungen in der Galerie Ronald Feldman Fine Arts den ersten Preis der International Association of Arts Critics (United States Section) für die beste Ausstellung in einer Galerie[5]